# Storia di Barbados
L'isola di Barbados, scoperta dagli spagnoli nel 1518, fu occupata da coloni inglesi nel 1627 e da allora rimase sempre sotto controllo britannico. La sua evoluzione costituzionale si concluse nel 1954 con l'inaugurazione del primo governo autonomo presieduto da sir Grantley H. Adams, capo del Partito laburista. Gli abitanti di Barbados sono stati a lungo orgogliosi della loro lunga appartenenza al regno inglese e le abitudini dominanti sono prettamente britanniche. Si può dire che Bridgetown è stata uno dei centri ideali della fallita Federazione delle Indie Occidentali Britanniche; non per nulla Sir Grantley Adams fu eletto nel 1958 primo ministro dell'effimero Stato. Dopo lo smembramento della federazione è stato proprio da quest'isola che è partita una nuova iniziativa; infatti E. W. Barrow, primo ministro di Barbados dall'8 dicembre 1961, si fece promotore del rilancio di una piccola federazione che avrebbe dovuto comprendere appunto Barbados, le Isole del Vento e le Isole Sottovento. Tuttavia anche questo progetto fallì, sia per le insanabili rivalità tra le piccole isole, sia per una obiettiva impossibilità economica di instaurare un governo indipendente. Abbandonato perciò ogni ideale federativo, Barbados optò per l'indipendenza, che venne proclamata il 30 novembre 1966. Dopo una lunga egemonia del Democratic Labour Party, il Barbados Labour Party si è imposto come il partito dominante e, nonostante la crisi causata dal problema della disoccupazione, ha continuato a prevalere nelle elezioni dal 1976 al 1986, allorché si impose nuovamente il DLP, il cui capo, Errol Barrow, fu nominato primo ministro. Quest'ultimo tentò di rivitalizzare l'economia e, pur in assenza di significativi risultati, fu confermato dalle elezioni del 1991. Il consenso per l'esecutivo diminuì dopo l'introduzione nello stesso anno di drastiche misure di austerità, poste dal Fondo Monetario Internazionale come condizione per prestare il suo aiuto alla locale economia. Accusato di aver nascosto la reale gravità della situazione economica, contestato per l'inefficacia delle misure adottate (che comportarono numerosi licenziamenti nel pubblico impiego e nel settore primario), nel 1994 il governo convocò elezioni anticipate, che diedero un'ampia maggioranza al BLP. Presieduto da Owen Arthur, un nuovo governo provò a stimolare la crescita economica e a ridurre la disoccupazione rilanciando le esportazioni, e diede vita ad una commissione di esperti incaricata di studiare eventuali modifiche costituzionali (tale commissione nel 1998 concluse i suoi lavori suggerendo la trasformazione dell'isola in una Repubblica). Grazie anche ai risultati raggiunti nella lotta alla disoccupazione, nelle elezioni del 1999 il governo del BLP ottenne una larga riconferma e il primo ministro Arthur poté rilanciare i suoi programmi volti ad alleviare la povertà di molti suoi concittadini e a trasformare il Paese in una Repubblica.